# Villa von Schertel

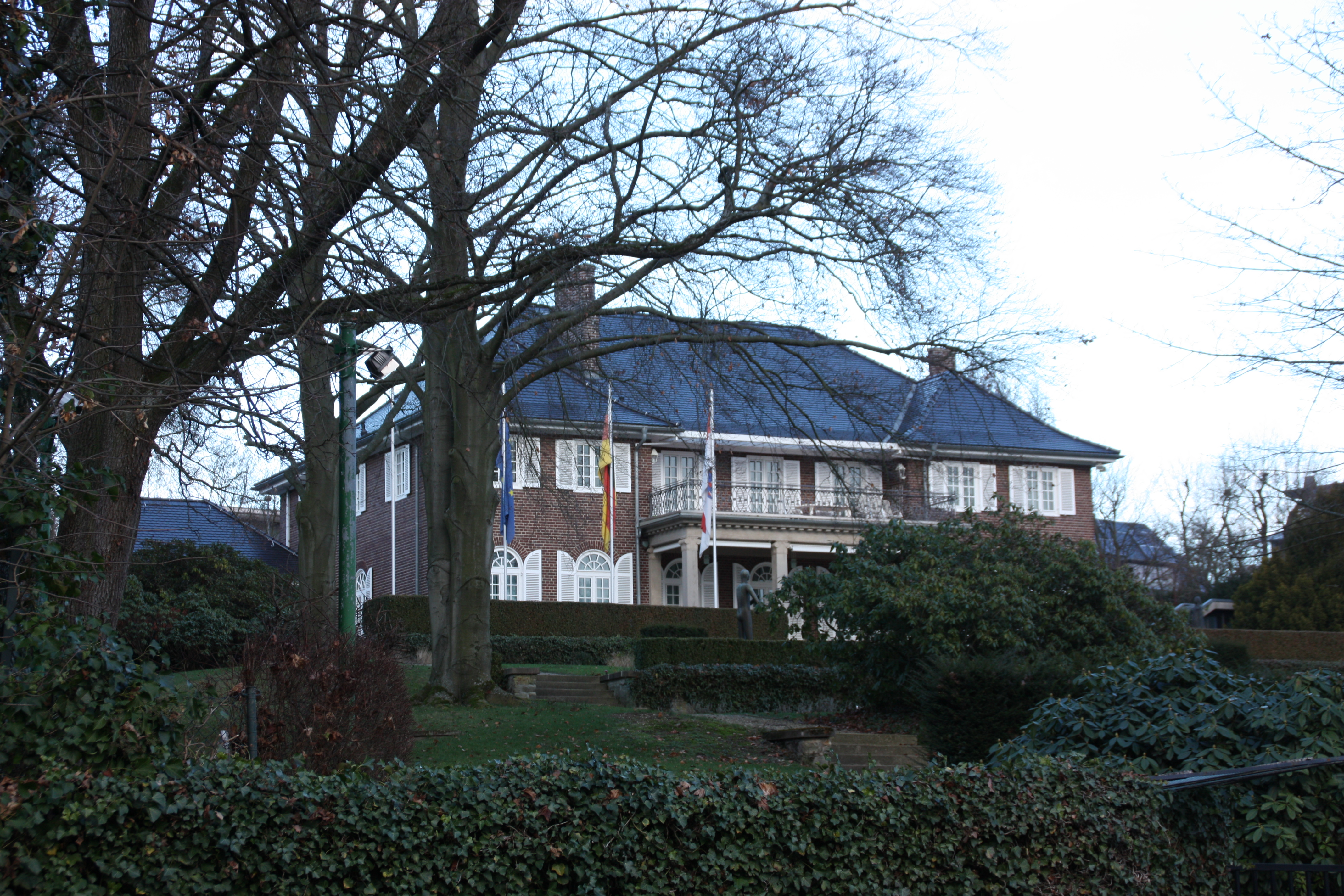
Die „Villa von Schertel“ von der Rosselstraße aus gesehen

Die Villa von Schertel in der Rosselstraße 19 in Wiesbaden ist die denkmalgeschützte Dienstvilla des hessischen Ministerpräsidenten.

## Geschichte
Der Münchener Architekt Ernst Haiger erbaute 1928/1929 die repräsentative Villa für die Familie Schertel von Burtenbach im englischen Landhausstil. Sie liegt in bester Halbhöhenlage auf einem leicht abschüssigen 6500 m² großen parkartigen Grundstück am Hang des Geisbergs. Unmittelbar daneben wurde die Goethewarte errichtet und 1932 eingeweiht. 1937 erwarb das Land Preußen das Anwesen. Nach dem Zweiten Weltkrieg wurde das Objekt durch die amerikanische Besatzungsmacht beschlagnahmt, aber nach einigen Monaten dem Land Hessen zurückgegeben. Seitdem dient es als Dienstvilla des Ministerpräsidenten und für repräsentative Zwecke.
Das Erdgeschoss dient repräsentativen Zwecken. Im Hauptraum im mittleren Bereich des Hauses finden Empfänge und Ehrungen des Landes statt. Im Obergeschoss ist eine Wohnung untergebracht, die der jeweilige Ministerpräsident privat nutzen kann. Ein Schwimmbad auf dem Grundstück wurde unter Ministerpräsident Holger Börner (SPD) abgerissen.

## Nutzung als Dienstvilla
Die Nutzung als private Wohnung endete mit der „Dienstvilla-Affäre“ von Ministerpräsident Hans Eichel (SPD). Anfang 1993 wurde das Haus für den Betrag von 1,6 Millionen DM im Auftrag von Eichel umgebaut. Von der Opposition wurde neben dem absoluten Betrag vor allem kritisiert, dass Aufträge teilweise ohne Ausschreibung und an eine aus Eichels Heimatstadt Kassel stammende Architektin vergeben wurden. Auch wenn eine Prüfung des Landesrechnungshofes keine illegalen Ausgaben ergab, bewertete Eichel (dem in der „Lotto-Affäre“ ebenfalls Vetternwirtschaft vorgeworfen wurde) die Beauftragung als „naiv“.
Seit Eichel hat kein hessischer Ministerpräsident die Villa mehr privat genutzt. Dazu trug auch eine Änderung des hessischen Ministergesetzes bei, nach dem der Ministerpräsident die Wohnung nicht mehr kostenlos, sondern gegen eine ortsübliche Miete (die aufgrund der Lage und der Größe der Wohnung von 200 m² hoch ausfallen würde) nutzen kann.